# Premi Cóndor de Plata al millor maquillatge i caracterització
El Premi Còndor de Plata al Millor maquillatge i caracterització és un dels guardons lliurats anualment per l'Asociación de Cronistas Cinematográficos de la Argentina.
Està dirigit als maquilladores les labors dels quals s'han destacat en pel·lícules argentines estrenades l'any anterior.
Es lliura des del 64è lliurament dels Premis Cóndor de Plata, realitzada l'any 2016.

## Guanyadors i nominats
| Any                                            | Nominats                                           | Pel·lícula                          | Ref.  |
| 2016                                           |                                                    |                                     |       |
| ---------------------------------------------- | -------------------------------------------------- | ----------------------------------- | ----- |
| 2016                                           | Karina Camporino                                   | El patrón: radiografía de un crimen | [ 1 ] |
| 2016                                           | Araceli Faraci                                     | El Clan                             | [ 2 ] |
| 2016                                           | Rebeca Martínez                                    | Kryptonita                          | [ 2 ] |
| 2016                                           | Verónica Sabatini y Norberto Poli                  | Eva no duerme                       | [ 2 ] |
| 2017                                           |                                                    |                                     |       |
| Alberto Moccia                                 | Gilda, no me arrepiento de este amor               | [ 3 ]                               |       |
| Emanuel Miño                                   | Primavera                                          | [ 4 ]                               |       |
| Rebeca Martínez                                | Resurrección                                       | [ 4 ]                               |       |
| Valeria Bredice                                | Ataúd blanco i La larga noche de Francisco Sanctis | [ 4 ]                               |       |
| 2018                                           |                                                    | [ 4 ]                               |       |
| Marisa Amenta y Alberto Moccia                 | Zama                                               | [ 5 ]                               |       |
| Angela Garacija                                | Desearás al hombre de tu hermana                   | [ 6 ]                               |       |
| Dolores Giménez                                | El otro hermano                                    | [ 6 ]                               |       |
| Marisa Amenta, Néstor Burgos y Angela Garacija | La cordillera                                      | [ 6 ]                               |       |
| Beatushka Wojtowicz                            | Madraza                                            | [ 6 ]                               |       |
| 2019                                           |                                                    |                                     |       |
| Marisa Amenta y Emanuel Miño                   | El Ángel                                           | [ 7 ]                               |       |
| Alberto Moccia                                 | La Flor                                            | [ 8 ]                               |       |
| Yamila Repalli                                 | Aterrados                                          | [ 8 ]                               |       |
| 2020                                           |                                                    |                                     |       |
| Alberto Moccia                                 | Muere, monstruo, muere                             | [ 9 ]                               |       |
| Marisa Amenta i Malvina Mariani                | La odisea de los giles                             |                                     |       |
| Cintia Español                                 | La sabiduría                                       |                                     |       |
| Angela Garacija                                | Bruja                                              |                                     |       |
| Eugenia Sangalli                               | Las buenas intenciones                             |                                     |       |

## Múltiples premis i nominacions
Tres premis
- Alberto Moccia

Dos premis
- Marisa Amenta

Tres nominacions
- Marisa Amenta
- Alberto Moccia

Dues nominacions
- Rebeca Martínez
- Emanuel Miño